# Голо-бырдо
Голо-бырдо (болг. Голо бърдо) — гора в западной Болгарии. Находится между Перникской и Радомирской котловиной в Перникской области и является частью Верило-Руйского горного хребта.
На юго-востоке Голо-бырдо через невысокий холм связана с горой Верилой, а на востоке долиной реки Струмы и водохранилищем Студена отделена от Витоши. Гора простирается вдоль направления северо-запад — юго-восток. Её длина — 19–20 км, а ширина ≈ 6 км. Самой высокой её точкой является вершина Ветрушка — 1158 м. Удобной отправной точкой для восхождения на гору будут являться города Перник и Радомир, расположенные рядом.
На одноименном склоне горы Голо-бырдо расположен заповедник Острица — одна из старейших охраняемых территорий в стране. У восточного подножия горы располагается село  Кралев-Дол.